# Ada Mae Edwards
Ada Mae Edwards (19 Tháng sáu 1911 - 2004) là người phụ nữ đầu tiên đảm nhận chức vụ phát ngôn viên của Quốc hội St. Kitts.

## Đời sống
Edwards được sinh ra ở Antigua vào năm 1911. Bà được đào tạo như một giáo viên tại trường đại học trên đảo của mình và năm 1930, bà đến St. Kitts. Bà làm việc như một giáo viên trợ giảng và trong thời gian rảnh rỗi, bà đã giúp các Girl Guide. Bà được thăng chức dần cho đến năm 1941, bà là hiệu trưởng cho một trường học ở Vịnh Dieppe.
Năm 1948, bà được đào tạo thêm ở Cảng Tây Ban Nha và khi trở về, bà trở thành giáo viên giám sát cho đảo Nevis.
Năm 1959, bà đã lãnh đạo một chương trình tại St. Kitts để giảm bớt tỷ lệ thất nghiệp cao. Nhiệm vụ của bà là đào tạo mọi người làm việc trong các hoạt động dịch vụ trong nước. Điều này có nghĩa là những người thất nghiệp có được công việc ở nước ngoài như ở Canada. Sau đó vào năm 1966, bà giám sát việc giảng dạy khoa học trong nước trên đảo St. Kitts. Vào năm đó, bà đã trở thành Thành viên của Huân chương Anh.
Edwards hoạt động chính trị và bà trở thành sĩ quan điều hành của Hiệp hội Lao động và Truyền thống St. Kitts-Nevis vào năm 1972. Bà được phép đại diện cho Đảng Lao động và  bà được bầu làm Chủ tịch Hội đồng St. Kitts. Bà là người phụ nữ đầu tiên đảm nhận chức vụ phát ngôn viên vào năm 1978 tại Saint Kitts và Nevis. Bà mất năm 2004. Năm 2011, bà là một trong những người phụ nữ được chọn để vinh danh trong một triển lãm kỷ niệm Ngày Quốc tế Phụ nữ.